# Brunbukig svala
Brunbukig svala (Orochelidon murina) är en fågel i familjen svalor inom ordningen tättingar.

## Utseende
Brunbukig svala är en rätt mörk svala, med mörkblått på ovansida och huvud, medan undersidan är smutsigt gråbrun. Stjärten är relativt lång och djupt kluven.

## Utbredning och systematik
Brunbukig svala delas upp i tre underarter med följande utbredning:
- Orochelidon murina murina – förekommer i Anderna från Colombia till södra Peru (Arequipa och Cuzco)
- Orochelidon murina meridensis – Anderna i västra Venezuela (Mérida och Trujillo)
- Orochelidon murina cyanodorsalis – västra Bolivia och möjligen angränsande Peru (Puno)

### Släktestillhörighet
Brunbukig svala placerades tidigare i släktet Notiochelidon, men genetiska studier visar att den är systerart till punasvalan, tidigare ensam art i släktet Haplochelidon. Dessa förenas därför numera i ett och samma släkte, där Orochelidon har prioritet.

## Levnadssätt
Brunbukig svala hittas i Anderna på mellan 2500 och 4000 meters höjd. Flockar ses över skogsområden och gläntor, framför allt vid häckningsplatserna i klipp- och rasbranter.

## Status
Arten har ett stort utbredningsområde och beståndet anses stabilt. Internationella naturvårdsunionen IUCN listar den därför som livskraftig (LC).